# Снова в СССР
Снова в СССР (укр. Знов у СРСР) — студійний альбом британського музиканта Пола Маккартні. Записаний 20 і 21 липня 1987 за участю сесійних музикантів. Вийшов 31 жовтня 1988-го в СРСР (А-60-00415-006, перевиданий у грудні 1988 року з додатковою композицією), 30 вересня 1991 року — в інших країнах світу. Платівка, підготовлена спочатку для випуску винятково в СРСР, містить кавер-версії улюблених пісень Маккартні 1950-х років.

## Огляд
Когда я был ещё совсем молоденьким, я спросил своего отца, хотят ли люди мира. Он ответил «Да, люди везде хотят мира, а все неприятности — обычно от политиков». Мне всегда казалось, что то восхищение, с каким относились к музыке «Битлз» в СССР, служит подтверждением слов моего отца, что людей во всём мире роднит много общего.
Выпуском этой пластинки, подготовленной специально и исключительно для Советского Союза, я как бы протянул руку мира и дружбы советским людям.

Paul McCartney
Коли я був ще зовсім молоденьким, я спитав свого батька, чи хочуть люди миру.  Він відповів «Так, люди всюди хочуть миру, а всі неприємності зазвичай від політиків». Мені завжди здавалося, що те захоплення, з яким ставилися до музики «Бітлз» в СРСР, є підтвердженням слів мого батька, що людей у всьому світі ріднить багато спільного.
Випуском цієї платівки, підготовленої спеціально і виключно для Радянського Союзу, я ніби простягнув руку миру та дружби радянським людям.

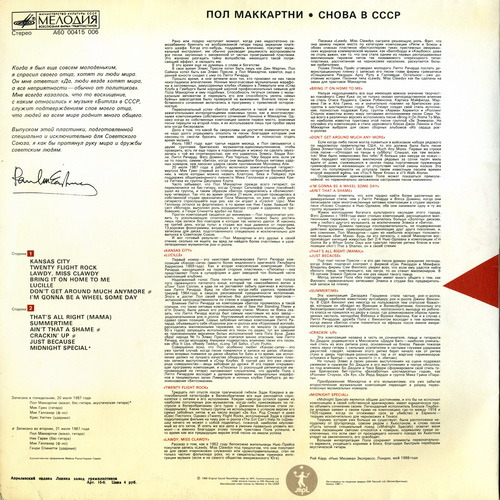
Снова в СССР

Paul McCartney

## Список композицій
1. Kansas City (Джеррі Лайбер — Майк Столлер) — 4:02
2. Twenty Flight Rock (Едді Кокрен — Нед Фейрчайлд) — 3:03
3. Lawdy Miss Clawdy (Ллойд Прайс) — 3:17
4. I’m In Love Again (Фетс Доміно — Дейв Бартоломеу) — 2:58
  - Додаткова композиція на всесвітньому виданні 1991 року.
5. Bring It On Home To Me (Сем Кук) — 3:14
6. Lucille (Річард Пенніман — Альберт Коллінс) — 3:13
7. Don't Get Around Much Anymore (Дюк Еллінгтон — Боб Рассел) — 2:51
8. I'm Gonna Be A Wheel Some Day (Фетс Доміно — Дейв Бартоломеу — Рой Гейс)  — 4:12
  - На другому радянському й всесвітньому виданнях
9. That's All Right Mama (Артур Крудап) — 3:47
10. Summertime (Джордж Гершвін) — 4:57
  - На другому радянському й світовому виданнях
11. Ain't That A Shame (Фетс Доміно — Дейв Бартоломеу) — 3:43
12. Crackin' Up (Бо Діддлі) — 3:55
13. Just Because (Боб Шелтон — Джо Шелтон — Сідні Робін) — 3:34
14. Midnight Special (народна пісня, аранжування Маккартні) — 3:59

## Учасники запису
- Пол Маккартні — вокал, гітара, бас-гітара,
- Майк Грін — гітара
- Майк Галлахер — клавішні
- Кріс Віттен — ударні
- Нік Гарвей — бас (композиції № 7,11,12), бек-вокал
- Генрі Спинетті — ударні (композиції № 7,11,12)